# Scott Michael Morgan
Scott Michael Morgan est un acteur américain né le 30 janvier 1974 à Anaheim en Californie.

## Filmographie

### Cinéma
- 2005 : xXx²: The Next Level : Farmhand
- 2008 : Hancock : l'interviewer
- 2010 : Le Livre d'Eli
- 2011 : The Descendants : Barry Thorson
- 2011 : Apocalypse According to Doris : Curly
- 2014 : Lovesick : Will
- 2016 : Les Figures de l'ombre : Bill Calhoun
- 2018 : Behold My Heart : Ted
- 2020 : Little Rituals : Bruce

### Jeu vidéo
- 2011 : L.A. Noire : Don Steffens